# لوچیانو فدریچی
لوچیانو فدریچی (انگلیسی: Luciano Federici; ۱۶ مهٔ ۱۹۳۸ – ۱۸ مارس ۲۰۲۰) بازیکن فوتبال اهل ایتالیا بود.
از باشگاه‌هایی که در آن بازی کرده‌است می‌توان به باشگاه فوتبال کوزنتسا کالچو و باشگاه فوتبال پیزا اشاره کرد.